# Cyclocross-Weltmeisterschaften 1955
Die Cyclocross-Weltmeisterschaften 1955 wurden am 6. März in Saarbrücken ausgetragen. Sie wurden vom damals eigenständigen Saarländischen Radfahrer-Bund ausgerichtet und waren die sechsten ihrer Art. Es gab ein Rennen in der offenen Kategorie, also für Profis und Amateure gleichermaßen. Der Wettkampf fand rund um das Stadion Kieselhumes statt.

## Ergebnisse
| Platz | Land       | Sportler         |
| ----- | ---------- | ---------------- |
| 1     | Frankreich | André Dufraisse  |
| 2     | Schweiz    | Hans Bieri       |
| 3     | Italien    | Amerigo Severini |